# Conexión Wi-Fi de Nintendo
Conexión Wi-Fi de Nintendo (abreviado CWF de Nintendo) era un servicio de conexión inalámbrica gratuito a Internet desarrollada por Nintendo, ofrecido a los usuarios de las consolas Nintendo DS y Wii. El servicio permitía jugar en línea a títulos compatibles, así como el acceso a las tiendas de Wii y Nintendo DSi.
El 20 de mayo de 2014, Nintendo cerró la Conexión Wi-Fi para todos los juegos de ambas plataformas, con excepción de aquellos títulos que utilizaran la marca de Nintendo Wi-Fi Connection Pay and Play (que finalizaron el 31 de marzo de 2017) y las tiendas de Nintendo DSi y Wii (que cerraron el 30 de enero de 2019).

## Historia

### Lanzamiento en Nintendo DS
La Conexión Wi-Fi de Nintendo se desplegó el 14 de noviembre de 2005 con el lanzamiento de Mario Kart DS. Su desarrollo fue supervisado por el propio presidente de Nintendo en aquel entonces, Satoru Iwata. Takao Ohara se lamentó de la larga historia de intentos de Nintendo por lanzar un servicio online, que siempre habían fracaso ante la falta de una base de usuarios considerable. Sin embargo, en sus primeros cuatro meses, la CWF de Nintendo consiguió 2,9 millones de conexiones correspondientes a más de un millón de usuarios únicos. Con el objetivo de conseguir una base sostenible de jugadores con el mayor servicio de conexión del mundo, Ohara describió una estrategia que se basaba en cuatro barreras: las dificultades de mantenimiento, la barrera psicológica que impedía a los nuevos jugadores unirse a partidas online, el miedo a sufrir abusos por parte de otros usuarios, y el coste de barrera. Frente a esta idea, la estrategia de Nintendo se basó en ser simple, segura y gratuita. Nintendo consideró que el éxito del servicio estuvo directamente relacionado con el éxito comercial de Nintendo DS, por lo que decidió extender la Conexión Wi-Fi a Wii, cuyo lanzamiento se produciría un año después.

### Lanzamiento en Wii
La Conexión Wi-Fi de Nintendo debutó en Wii el mismo día de su lanzamiento, el 19 de noviembre de 2006. Como añadido, la Conexión Wi-Fi de Nintendo estrenaba el Canal Tienda Wii, la primera tienda virtual de Nintendo, así como una versión reducida del navegador Opera bajo el nombre de Canal Internet. Estos dos elementos fueron añadidos a la familia de consolas Nintendo DS con el lanzamiento de Nintendo DSi (si bien los modelos originales y Nintendo DS Lite siguieron sin ellos). Además, se incluía el tablón de mensajes, que permitía la comunicación entre usuarios. A lo largo de la historia de la consola, Nintendo lanzó varios canales de diversas temáticas, así como empresas ajenas, principalmente de streaming, ofrecían sus servicios en la consola.

### Nintendo Network

Logotipo de Nintendo Network, la nueva imagen de la CWF de Nintendo.

El 26 de enero de 2012, la Conexión Wi-Fi de Nintendo fue sucedida por Nintendo Network, un nuevo servicio que unificaba las plataformas de Wii U y Nintendo 3DS y reemplazaba los códigos de amigo, permitiendo descargar contenido de pago, comunidades de juego online y cuentas personales. Pese a todo, las funciones de la Conexión Wi-Fi de Nintendo siguieron estando disponibles. Nintendo Network sería a su vez sustituida en 2017 por Nintendo Switch Online en Nintendo Switch, y cerró sus servidores en 2024.

### Cierre
El 27 de febrero de 2014, Nintendo anunció el cierre de la Conexión Wi-Fi de Nintendo con fecha del 20 de mayo de ese mismo año. El cierre afectaría al juego en línea de la mayor parte del catálogo de ambas consolas, incluyendo todos los títulos lanzados por la propia Nintendo. No obstante, este cierre no afectaba al juego en línea de empresas que mantenían sus servidores fuera de la Conexión Wi-Fi, tales como Ubisoft y la serie Just Dance. Algunos servicios en línea gestionados por empresas ajenas a Nintendo, tales como Netflix y YouTube mantuvieron el servicio hasta varios años después.
El cierre tampoco afectó a la Tienda Nintendo DSi ni al Canal Tienda Wii, que continuaron con su actividad habitual hasta su cierre el 31 de marzo de 2017 y el 30 de enero de 2019, respectivamente.
Tras el cierre de la Conexión Wi-Fi de Nintendo, varias comunidades de usuarios han lanzado sus propios servidores para continuar permitiendo el uso del multijugador y las demás funciones en línea de las consolas Wii y Nintendo DS.

## Nintendo Pay & Play
Nintendo Pay And Play fue un servicio anunciado en 2008 junto al Tienda Nintendo Wii, que permitía obtener contenido descargable (DLC o downloadble content en inglés) para servicios que requerían impuestos extra. Se podían utilizar Puntos Nintendo para acceder a él. Un ícono rojo de conexión Wi-Fi diferenciaba con las palabras "Pay And Play" de los juegos con online gratis.
Los primeros juegos con Pay & Play se lanzaron en Japón como parte de WiiWare el 25 de marzo de 2008. Final Fantasy Crystal Chronicles: My Life as a King, Kotoba no Puzzle Mojipittan Wii y Lonpos tenían contenido descargable disponible por 100 a 800 Puntos Wii. Los primeros títulos minoristas de Wii que cuentan con la funcionalidad Pay & Play son Samba de Amigo, Guitar Hero World Tour y Rock Band 2.

## Servicios
| System                      | Wii | Nintendo DSi/DSi XL                                                                                                   | Nintendo DS/Lite |
| --------------------------- | --- | --- | --- |
| Cuentas                     | - Códigos de amigo - Miis individuales (hasta 100) - Lista de amigos (hasta 100) | Cuenta individual | Cuenta individual |
| Juegos                      | - Multijugador en línea - Pay & Play (contenido descargable) - Tablas de clasificación en línea - Canales exclusivos - WiiConnect24 | - Multijugador en línea - Tablas de clasificación en línea                                                            | - Multijugador en línea - Tablas de clasificación en línea                                                            |
| Comunicación                | - Tablón de mensajes de Wii - Lista de amigos - Conexión cruzada con Nintendo DS y 3DS - Canal Wii Speak - Canal Opiniones (cerrado el 28 de junio de 2013) - Mii Contest Channel (cerrado el 28 de junio de 2013) - WiiConnect24 (cerrado el 28 de junio de 2013) | - Facebook (carga de imágenes) - Modo descarga DS - Conexión cruzada con Wii                                          | - Modo descarga DS - Conexión cruzada con Wii                                                                         |
| Tienda en línea             | - Canal Tienda Wii (cerrada el 30 de enero de 2019) | - Tienda Nintendo DSi (cerrada el 31 de marzo de 2017)                                                                | |
| Entretenimiento             | - Netflix (solo en Europa y Norteamérica) (cerrado el 30 de enero de 2019) - Hulu Plus (solo en Estados Unidos) (cerrado el 30 de enero de 2019) - YouTube (solo en Estados Unidos y Europa) (cerrado el 30 de junio de 2017) - LOVEFiLM (solo en Reino Unido) (cerrado el 30 de enero de 2019) - Amazon Video Channel (solo en Estados Unidos) (cerrado el 30 de enero de 2019) - BBC iPlayer (solo en Reino Unido) (cerrado el 30 de enero de 2019) - Canal Television Friend (solo en Japón) (cerrado el 24 de julio de 2011) - Canal Digicam Print (solo en Japón) (cerrado el 28 de junio de 2013) - Canal Demae (solo en Japón) (cerrado el 31 de marzo de 2017) - Canal Everyone's Theater (solo en Japón) (cerrado en mayo de 2009) - Canal La fortuna te sonríe (solo en Japón y región PAL) (cerrado el 28 de junio de 2013) - Canal Tiempo (cerrado el 28 de junio de 2013) - Canal Noticias (cerrado el 28 de junio de 2013) - Wii no Ma (solo en Japón) (cerrado el 31 de marzo de 2012) - Canal Kirby TV (cerrado en mayo de 2012) | - Flipnote Studio - Flipnote Hatena                                                                                   | |
| Comerciales                 | - Canal Nintendo (cerrado el 28 de junio de 2013) | Nintendo Zone | |
| Navegación en internet      | - Canal Internet (versión de Opera sin soporte para Flash) | - Nintendo DSi Browser (versión de Opera sin soporte para Flash)                                                      | Nintendo DS Browser (vendido por separado)                                                                            |
| Programa de recompensas     | Club Nintendo | Club Nintendo | Club Nintendo |
| Otras utilidades            | - Control parental - Manuales de instrucciones online - Servicio de atención al cliente - Tienda en línea de Nintendo | - Control parental - Manuales de instrucciones online - Servicio de atención al cliente - Tienda en línea de Nintendo | - Control parental - Manuales de instrucciones online - Servicio de atención al cliente - Tienda en línea de Nintendo |
| Actualizaciones del sistema | Sistema operativo de Wii | Sistema operativo de Nintendo DSi                                                                                     | |

## Acceso al servicio
La facilidad para acceder y usar el servicio ha logrado su alta popularidad. Para acceder solo es necesario conectar la consola a Internet; logrado luego con una conexión de Internet Wi-Fi configurada previamente en la consola, que fácilmente se logra en las consolas. Al tener la consola conectada a Internet solo es necesario acceder a la CWF de Nintendo por primera vez para recibir su ID de la Conexión Wi-Fi de Nintendo, clave de amigo y enviar sus datos a Nintendo y se puede seguir conectándose cuando quiera.

### Métodos de conexión
Existen varios métodos para poder conectar las dos consolas de Nintendo a Internet: 
- Mediante un módem Wi-Fi y una conexión a Internet de alta velocidad, ambas consolas se pueden configurar fácilmente a través de sus respectivos menús y por medio de algunos juegos.
- En caso de que la red del usuario no sea Wi-Fi, Nintendo vendía por separado el "Conector USB Wi-Fi de Nintendo". El estuche en el que viene incluye un dispositivo USB, y un CD con un ejecutable y drivers. El usuario debe conectar el conector e instalar el programa informático en su ordenador, de esta manera, el conector se encargará de transformar la conexión a Internet por cable del PC en una red Wi-Fi que permitirá el acceso a una DS o Wii de conectarse a Internet siempre que el PC se encuentre conectado. Las actualizaciones de los drivers podían descargarse gratuitamente desde la web oficial de la Conexión Wi-Fi de Nintendo.
- Se puede acceder a la conexión también a través de un hotspot Wi-Fi. Estos puntos suelen estar repartidos en lugares públicos como aeropuertos, restaurantes, cafeterías, estaciones de trenes o cabinas telefónicas.

### Sitio web
Nintendo creó un sitio web oficial de CWF como un portal para los jugadores que buscan acceder al servicio, buscar información de los juegos, blogs e información que para asistencia técnica para solucionar problemas. En la página se encuentran colgadas algunas estadísticas en tiempo real sobre el número de jugadores que se conectaban diariamente en cada juego, los servidores, registrar las puntuaciones y verificar el estado del servicio. 
También permite a un usuario vincular su Nintendo DS a su cuenta de "My Nintendo". En noviembre de 2008, la página fue cerrada en Norteamérica y actualmente se encuentra ahora como una subsección de la sección de "Juegos" en nintendo.com.

## Cronología
| Predecesor: XLink Kai en Nintendo GameCube | Conexión Wi-Fi de Nintendo en Nintendo DS y Wii 2005-2014 | Sucesor: Nintendo Network en Nintendo 3DS y Wii U |

- Datos: Q1053784
- Multimedia: Nintendo Wi-Fi Connection / Q1053784